# كأس هولندا 1976–77
كأس هولندا 1976–77 (بالهولندية: KNVB beker 1976/77)‏ هو الموسم 59 من كأس هولندا. أشرف على تنظيمه الاتحاد الملكي الهولندي لكرة القدم، وكان عدد الأندية المشاركة فيه 46، وفاز فيه تفينتي أنشخيدة.